# Імені Килишбай Єржанули
імені Килишба́й Єржанули́ (каз. Қылышбай Ержанұлы а.а.) — село у складі Мойинкумського району Жамбильської області Казахстану. Адміністративний центр та єдиний населений пункт Килишбайського сільського округу.
У радянські часи село називалося Жанаталап або Колхоз імені Кара Маркса.
Населення — 870 осіб (2021; 919 у 2009, 1076 у 1999, 1674 у 1989).